# Camponotus ethicus
Camponotus ethicus (лат.) — вид муравьёв-древоточцев рода Кампонотус (Camponotus). Мадагаскар.

## Распространение
Эндемик острова Мадагаскар. Провинции Анциранана и Махадзанга (в лесах до 937 м; обнаружен в мёртвой древесине).

## Описание
Длина рабочих от 5 до примерно 1 см (солдаты). От близких видов отличается более крупными размерами, одноцветным чёрным телом и тем, что уровень промезонотума выше уровня проподеума, выпуклой спереди и прямой сзади формой узелка петиоля, а также морфометрическими пропорциями. Длина головы (CL) 1,96-3,68 мм; длина груди (ML) 3,49-4,18 мм. Основная окраска тела чёрная или чёрно-бурая.
Верхнебоковые края проподеума окаймлённые или с резким килем, проподеальная поверхность вогнутая, переднебоковые углы пронотума окаймлённые, передние тазики крупнее чем ширина мезоплеврона груди, проподеальный дорзум резко переходит вниз к месту соединения с петиолем. Мандибулы с 6 зубцами, увеличивающиеся в размере к вершине. Усики 12-члениковые и прикрепляются на некотором расстоянии от заднего края наличника. Максиллярные щупики состоят из 6 члеников, а лабиальные — из 4. Промезонотальный шов развит. Проподеальные лопасти и метаплевральные железы отсутствуют. На средних и задних голенях по одной шпоре. Стебелёк между грудкой и брюшком состоит из одного членика (петиолюс), несущего вертикальную чешуйку. Жало отсутствует. Вид был впервые описан в 1897 году Огюстом Форелем, а его валидный статус подтверждён в ходе ревизии в 2016 году малагасийским мирмекологом Жан-Клодом Ракотонирина (Jean Claude Rakotonirina, Madagascar Biodiversity Center, Антананариво, Мадагаскар) и американскими энтомологами Шандором Чёсом (Sandor Csősz) и Брайаном Фишером (Brian Lee Fisher; California Academy of Sciences, Сан-Франциско, США).
Включён в состав видовой группы Camponotus edmondi, а ранее включался в состав различных подродов кампонотусов: Myrmentoma (Forel, 1912), Orthonotomyrmex (Forel, 1914), Myrmepinotus (Santschi, 1921), Myrmepinotus (Emery, 1925).

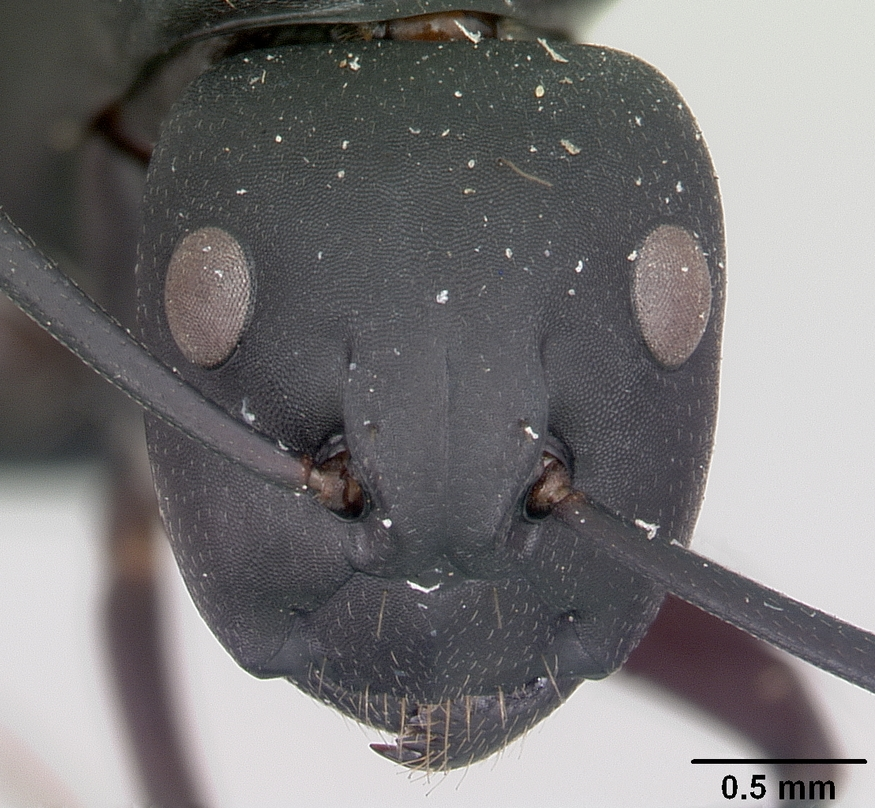
Голова солдата
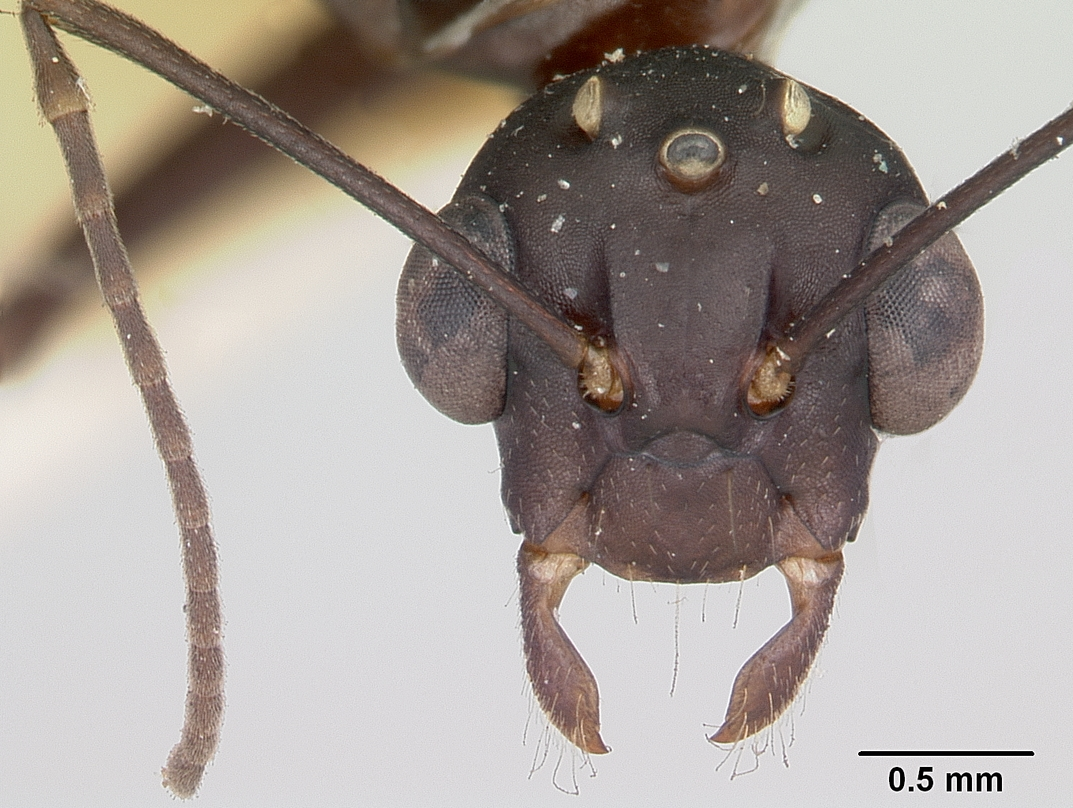
Голова самца
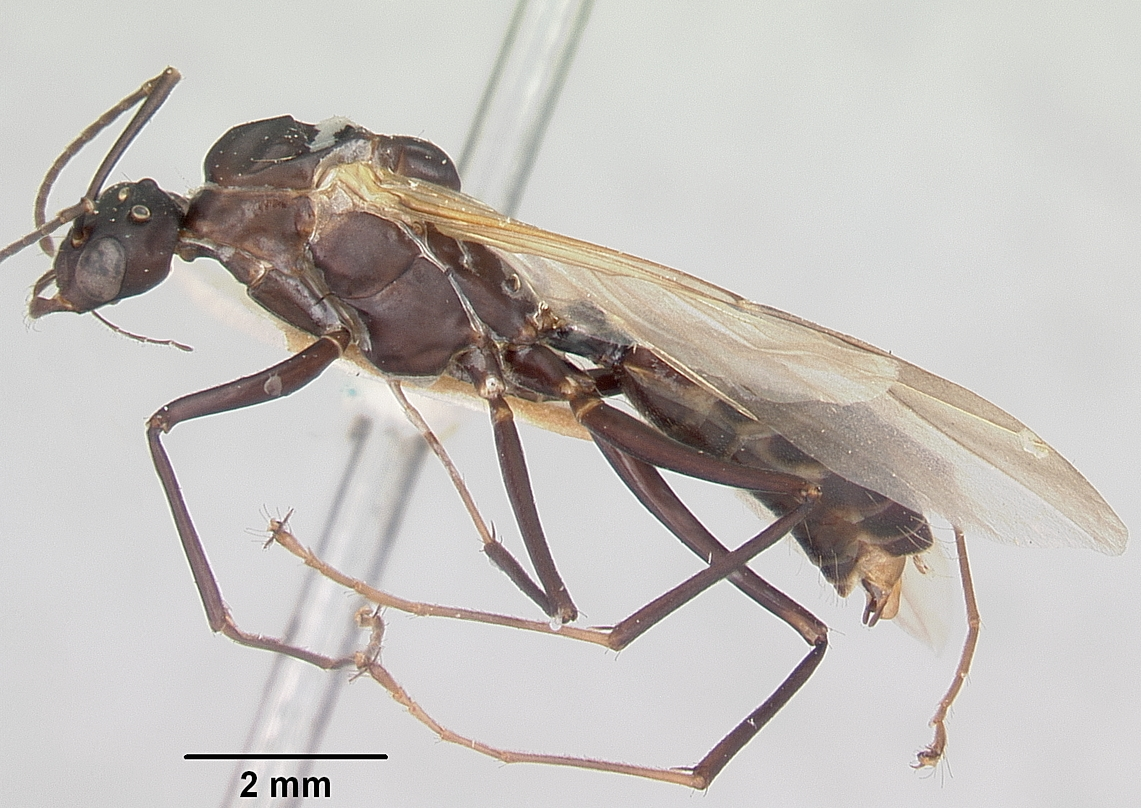
Крылатый самец
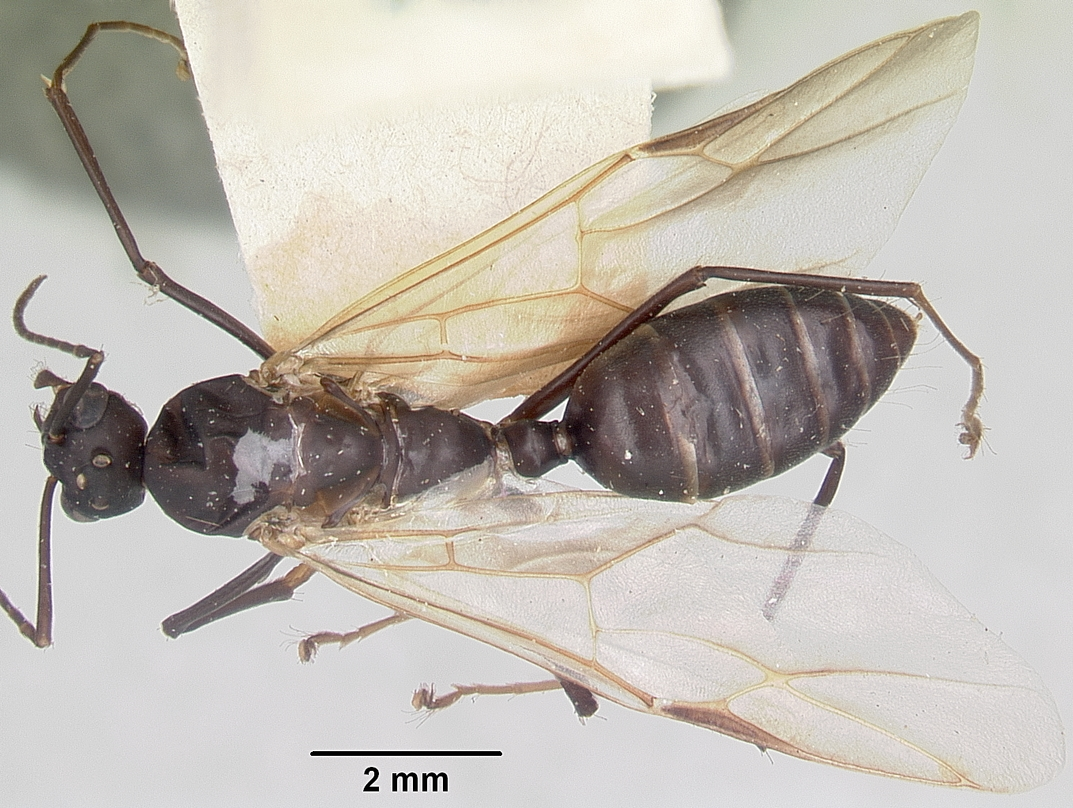
Самец сверху